# Neophasia
Neophasia is een geslacht in de orde van de Lepidoptera (vlinders) familie van de Pieridae (Witjes).
Neophasia werd in 1869 beschreven door Behr.

## Soorten
Neophasia omvat de volgende soorten:
- Neophasia menapia - (Felder, C & R Felder, 1859)
- Neophasia terlooii - Behr, 1869